# Plain de Holset
Plain de Holset (voorheen Plein de Holset) is een gehucht in Durbuy in de Belgische provincie Luxemburg. Plain de Holset telt ongeveer 50 inwoners.